# Daniele Padelli
Daniele Padelli (Lecco, provincia de Lecco, 25 de octubre de 1985) es un futbolista italiano. Juega de guardameta y su equipo es el Udinese Calcio de la Serie A de Italia.

## Selección nacional
Fue internacional con la selección de fútbol de Italia en las categorías sub-20 y sub-21.

### Participaciones en la Copa del Mundo
| Mundial                     | Sede         | Resultado        |
| --------------------------- | ------------ | ---------------- |
| Copa Mundial Sub-20 de 2005 | Países Bajos | Cuartos de final |

## Clubes
| Club                | País       | Año       |
| ------------------- | ---------- | --------- |
| U. C. Sampdoria     | Italia     | 2004-2005 |
| A. S. Pizzighettone | Italia     | 2005-2006 |
| F. C. Crotone       | Italia     | 2006-2007 |
| Liverpool F. C.     | Inglaterra | 2007      |
| A. C. Pisa          | Italia     | 2007-2008 |
| U. S. Avellino      | Italia     | 2008-2009 |
| A. S. Bari          | Italia     | 2009-2011 |
| Udinese Calcio      | Italia     | 2011-2013 |
| Torino F. C.        | Italia     | 2013-2017 |
| Inter de Milán      | Italia     | 2017-2021 |
| Udinese Calcio      | Italia     | 2021-act. |

## Palmarés

### Títulos nacionales
| Título  | Club           | País   | Año  |
| ------- | -------------- | ------ | ---- |
| Serie A | Inter de Milán | Italia | 2021 |